# Franjo Šeper
Franjo Šeper (Eszék, 1905. október 2. – Zágráb, 1981. december 30.) horvát római katolikus bíboros volt, 1960 és 1969 között zágrábi érsekként szolgált. 1954-től püspök, 1965-től bíboros, 1968 és 1981 között a Hittani Kongregáció prefektusa volt.

## Élete
Eszéken, az Osztrák-Magyar Monarchiában a Horvát-Szlavón Királyságban (a mai Horvátországban) született. Családjával 1910-ben Zágrábba költözött; apja szabó, anyja varrónő volt. Szemináriumi tanulmányait Zágrábban, majd a római Pápai Gergely Egyetemen kezdte. Giuseppe Palica érsek szentelte pappá 1930. október 26-án. Első lelkipásztori megbízatása a zágrábi érsekségben volt, és 1934-ben az érsek magántitkárává nevezték ki. 1941-ben Šeper atya a főegyházmegyei szeminárium rektora lett, ezt a posztot a következő évtizedben is betöltötte. 1954. július 22-én zágrábi koadjutor érsekké és Philippopolis - Thraciai címzetes érsekké nevezték ki; püspöki felszentelését szeptember 21-én Josip Ujčić belgrádi érsek végezte. 1960. március 5-én Alojzie Stepinac bíborost követte a zágrábi érseki székben, 1965. február 22-én pedig VI. Pál pápa bíborossá nevezte ki.

### A Hittani Kongregáció prefektusaként
1968. január 8-án a Hittani Kongregáció (CDF) prefektusává nevezték ki. Šeper érsek 1969. áprilisi megalakulása óta a Nemzetközi Teológiai Bizottság elnöke, valamint a második vatikáni zsinat utáni időszak ekkléziológiájának átirányítása érdekében íródott 1973-as Mysterium Ecclesiae című dokumentum szerzője is volt. 1974-ben a Kongregáció kiadott egy „Nyilatkozatot a kikényszerített abortuszról”, ismételten kijelentve, hogy az egyház a „Humanae Vitae” megjelenése óta ellenzi az eljárást. Később a szexuális etika témájában megjelentette a „Persona Humana” című dokumentumo. 1976-ban ő volt a felelős az „Inter Insigniores” nyilatkozat megírásáért, amely határozottan elutasította a nők katolikus egyházi felszentelését. 1980-ban megírta a CDF nyilatkozatát is az eutanáziáról, amelyben kifejtette az egyház nézetét az élet megszüntetéséről. 1978-ban mindkét pápaválasztó konklávénak a résztvevője volt.

### Halála és temetése
II. János Pál pápa 1981. november 25-én elfogadta Šeper lemondását prefektusi tisztségéről. December 30-án halt meg a római Gemelli Kórházban, ahol egy hónapig ápolták. Temetési szentmiséjét a pápa vezette, majd holttestét később Zágrábba szállították, ahol Stepinac bíboros sírja mellett temették el.

## Fordítás
- Ez a szócikk részben vagy egészben  a   Franjo Šeper című angol Wikipédia-szócikk ezen változatának fordításán alapul.  Az eredeti cikk szerkesztőit annak laptörténete sorolja fel. Ez a jelzés csupán a megfogalmazás eredetét és a szerzői jogokat jelzi, nem szolgál a cikkben szereplő információk forrásmegjelöléseként.

| Előző Alojzije Stepinac | zágrábi érsek 1960 – 1969 | Következő Franjo Kuharić |